# لوئیس مایانس
لوئیس مایانس (اسپانیایی: Luis Mayanés‎; ۱۵ ژانویهٔ ۱۹۲۵ – ۶ نوامبر ۱۹۷۹) بازیکن فوتبال اهل شیلی بود.
از باشگاه‌هایی که در آن بازی کرده‌است می‌توان به باشگاه فوتبال یونیورسیداد کاتولیکا و باشگاه فوتبال یونیورسیداد شیلی اشاره کرد.
وی همچنین در تیم ملی فوتبال شیلی بازی کرده‌است.